# NGC 5899
إن جي سي 5899 (بالألمانية: NGC 5899) التي يرمز لها بالرمز NGC 5899، هي مجرة، في كوكبة العواء.

## الاكتشاف
اكتشفت في 18 مارس 1787، بواسطة ويليام هيرشل.